# مغارة الزحلان
مغارة الزحلان في قضاء الضنية، هي عبارة عن مغارة طبيعية تحتوي على الكثير من الردهات والتجاويف والشعاب الضيقة والواسعة والهياكل والقاعات التي نحتتها الطبيعة وتحولت إلى سراديب أفقية وعمودية تتخللها المياه العذبة والمشبعة بالكلس. يقدر عمرها بملايين السنين وتتميز هذه المغارة بأنها عالم من القناطر والعقود والقباب المزخرفة بالمنحوتات والأشكال والتكوينات الطبيعية العجيبة.

## وصفها
تتكون مغارة الزحلان من قاعات وحجرات، وغير محددة بمسافة معينة، فهي على ما يبدو ليس لها نهاية مكتشفة ومعروفة حتى اللحظة، إلا أنها مؤلفة من مجموعة مغاور فرعية عمودية وأفقية. وهي عبارة عن شبكة متشعبة وواسعة من المغاور، وتحتوي على نبع كبير يخرج من إحدى فجواتها ويطلق عليه نبع الزحلان.

## عمرها
من المرجح أن يعود تاريخ وجودها إلى العصر الحجري، ولا يمكن تحديد عمرها بدقة إلا من خلال التحاليل العلمية، كما وجدت بعض الفخاريات المحطمة إلى جانبهم، وإن دل هذا على شيء إنما يدل على أن المغارة قد استخدم مدخلها كمسكن لإنسان ما قبل التاريخ.

## اقرأ أيضا
- منتجع مغارة الزحلان-الضنية.